# Клязьминский сельский округ (Московская область)
Клязьминский сельский округ — упразднённая административно-территориальная единица, существовавшая на территории Химкинского района Московской области с 1994 по 2004 год.

## История

### Клязьминский сельсовет
Клязьминский сельсовет был образован в первые годы советской власти. По данным 1924 года он входил в состав Коммунистической волости Московского уезда Московской губернии.
23 ноября 1925 года из Клязьминского с/с был выделен Воскресенский с/с.
В 1926 году Клязьминский с/с включал село Свистуха-Траханеево, деревни Клязьма и Яковлево.
В 1929 году Клязьминский с/с был отнесён к Коммунистическому району Московского округа Московской области. При этом к нему был присоединен Воскресенский (селение Воскресенки) с/с.
27 февраля 1935 года Клязьминский с/с был передан в Дмитровский район.
4 января 1939 года Клязьминский с/с был передан в Краснополянский район.
17 июля 1939 года к Клязьминскому с/с был присоединён Павельцевский с/с (селение Павельцево).
3 июня 1959 года Краснополянский район был упразднён и Клязьминский с/с вошёл в Химкинский район.
28 июля 1960 года Химкинский район был упразднён и Клязьминский с/с вошёл в Красногорский район.
31 июля 1962 года к Клязьминскому с/с были присоединены селения Вашутино, Иваново и Терехово упразднённого Старбеевского с/с.
1 февраля 1963 года Красногорский район был упразднён и Клязьминский с/с вошёл в Солнечногорский сельский район. При этом селение Павельцево было передано в административное подчинение дачному посёлку Шереметьевский, административно подчинённому городу Долгопрудный. 
11 января 1965 года Клязьминский с/с был передан в восстановленный Химкинский район.
23 июня 1988 года в Клязьминском с/с были упразднены посёлок Чашниково и деревня Воскресенки.

### Клязьминский сельский округ
3 февраля 1994 года Клязьминский с/с был преобразован в Клязьминский сельский округ.
19 июля 2004 года из Клязьминского с/о в черту города Химки была передана деревня Вашутино. К деревне Клязьма были присоединены деревни Свистуха, Трахонеево и Яковлево, а деревня Ивакино объединена с деревней Терехово.
9 августа 2004 года Клязьминский с/о был упразднён, а его населённые пункты (деревни Клязьма и Ивакино) вошли в черту города Химки, составив вместе с бывшим пгт Старбеево единый внутригородской микрорайон Клязьма-Старбеево.

## Население
По переписи населения 2002 года в сельском округе жило 787 человек.

## Населённые пункты
По состоянию на 2002 год Клязьминский сельский округ включал 7 деревень:
- деревня Клязьма	— 78 чел.
- деревня Свистуха	— 78 чел.
- деревня Трахонеево	— 52 чел.
- деревня Яковлево	— 89 чел.
- деревня Ивакино	— 421 чел.
- деревня Терехово	— 35 чел.
- деревня Вашутино	— 34 чел.